# Vindeln (gemeente)
Vindeln is een Zweedse gemeente in Västerbotten. De gemeente behoort tot de provincie Västerbottens län. Ze heeft een totale oppervlakte van 2867,1 km² en telde 5773 inwoners in 2004.

## Plaatsen
- Vindeln
- Hällnäs
- Tvärålund
- Granö
- Åmsele
- Strycksele
- Skivsjö
- Hjuken
- Tegsnäset
- Slipstensjön

Bjurholm ·
Dorotea ·
Lycksele ·
Malå ·
Nordmaling ·
Norsjö ·
Robertsfors ·
Skellefteå ·
Sorsele ·
Storuman ·
Umeå ·
Vilhelmina ·
Vindeln ·
Vännäs ·
Åsele